# Kindskopf – Eine Heimsuchung
Kindskopf – Eine Heimsuchung ist eine Novelle von Ulrich Karger, die die Geschichte des Propheten Jona aus dem Tanach als eine Geschichte in der Gegenwart variiert.

## Inhalt

### Zusammenfassung
Ein Kinderwunsch wird zur lebensbedrohlichen Grundsatzfrage. Jonas Brandeiser flieht und will lieber sterben, als sich auf das Ansinnen seiner Ehefrau Gisela einzulassen. Die Flucht endet jedoch nicht mit seinem Tod, wiewohl Jonas alles daransetzt, in das kalte Wasser eines „unergründlichen Sees“ gestoßen zu werden. Stattdessen sieht er sich unverhofft unter einem Tisch zur Auseinandersetzung mit den Beweggründen seiner Abweisung Giselas gezwungen. Wie Tennisbälle fliegen ihm chronologisch Erinnerungen aus Kindheit bis Erwachsenenalter zu, die das Grundgerüst seiner Abwehr gegen das Familienleben im Allgemeinen und den eigenen Kindwunsch im Besonderen bilden – und es vorerst auch bleiben. Der von ihm angezweifelte, aber stets angesprochene Gott lässt ihm die Zeit, auf jene Erinnerung zu stoßen, die er nicht mehr so einfach abwehren kann und die ihn schließlich halbherzig nachgeben lässt. In ihr vermag er seinen toten Vater nun losgelöst von dessen Vaterrolle als ebenfalls traumatisiertes, „hingeworfenes Kind“ zu sehen. Nach der Geburt des eigenen Kindes ist Jonas jedoch noch keineswegs mit sich im Reinen, sondern sieht die meisten seiner Befürchtungen bestätigt. Am Ende stellt sich ihm immerhin aber eine Erkenntnisfrage, die über ihn hinausweisen und zu neuen Schlussfolgerungen führen könnte:
„Und Du meinst also, es gibt Unschuld, die trotz aller Plagen einfach nur leben will – jedes Kind ein mögliches Wunder? Ist Irren göttlich? Und darin soll ich Dein Ebenbild sein? Wie hältst Du es nur mit Dir aus …“

### Handlungsverlauf
Kapitel 1
Das Ehepaar Gisela und Jonas Brandeiser lebt in Berlin und war sich viele Jahre lang darin einig, kinderlos bleiben zu wollen. Unverhofft, scheinbar angesteckt von den Wende-Feierlichkeiten zum 3. Oktober 1990, ändert Gisela ihre Meinung jedoch. Ihr unverhoffter Kinderwunsch lässt Jonas Brandeiser wie seinen biblischen Namensvetter ohne weitere Aussprache ans Ende der Welt fliehen, das für ihn in Bayern liegt. Denn nur an dem ins Namenlose verdrängten Geburtsort kann sich für Jonas Brandeiser der Kreis seines Lebens schließen. Für eine Flasche Enzian fährt ihn dort ein alter Bootsführer bereitwillig über den „unergründlichen See“, aber plötzlich stoppt das Boot und Jonas will von Bord gestoßen werden.
Kapitel 2
Jonas Brandeiser findet sich im „Bauch des Tisches“ wieder, d. h. unter dem elterlichen Esszimmertisch, wo er sich schon als Kind immer wieder versteckt hat. Hier lässt er sich in Zwiesprache mit Gott von seinen Erinnerungen „bombardieren“ – was ihn wenig schreckt, da nach seinem Dafürhalten diese Erinnerungen nur die zahlreichen Gegenargumente für Giselas Kinderwunsch vor Augen führen können. Aber im Rückblick auf den toten Vater findet sich ein unerwartetes Argument für die Kehrtwendung seiner Absichten, vermag er ihn doch nun als „hingeworfenes Kind“ zu sehen und ihm die Jonas gegenüber nur wenig ausgefüllte Vaterrolle zu verzeihen.
Kapitel 3
Wieder in Berlin, gibt Jonas nach zahlreichen Versprechungen und Beschwichtigungen Giselas ihrem Kinderwunsch nach.
Kapitel 4
Für Jonas kommt es genau so, wie er es befürchtet hat. Das Kind ist da und beansprucht ein Maß an Aufmerksamkeit, das Jonas doch eigentlich allein für sich beansprucht. Als das Kind dann „aus dem Gröbsten raus“ ist und immerhin dessen Oberlippe der von Jonas gleicht, endet das Buch schließlich mit der Frage, ob trotz aller Erfahrungen und daraus zu schließenden Wahrscheinlichkeiten nicht in jedem Kind ein Wunder angelegt sein könnte, sowie einer weiteren, die einer Selbsterkenntnis schon sehr nahekommen könnte.

### Gattungszuordnungen

#### Novelle
Weder auf dem Buchumschlag noch auf den Vorseiten zum Text wird eine Gattungsbezeichnung genannt, sondern stattdessen der mehrdeutig auf die Handlung bezogene Untertitel Eine Heimsuchung. Klaas Huizing jedoch gesteht bereits dem Text selbst das für Novellen typische Merkmal zu, „eine unerhörte Begebenheit“ zu sein. Er lässt sich auf der Rückseite des Buches ferner damit zitieren, dass der Autor „in ‚Kindskopf‘ der Novelle ganz neue Einsichten“ abgewinnt. Als Charakteristikum einer Novelle zählt die im Mittelpunkt stehende „unerhörte Begebenheit“ eines zugespitzten Konflikts: Ein Mann will sich lieber umbringen, als mit seiner Frau ein Kind zu haben. Des Weiteren verweist darauf auch die in sich geschlossene Form des Textes, die auf jede epische Erweiterung verzichtet und sich auf das Wesentliche analog der biblischen Vorlage beschränkt.

#### Jona-Buch-Variation
Bereits der Vorname des Protagonisten sowie die Anzahl der Kapitel und die zwei Einschübe aus der Zürcher Bibel verweisen auf das Buch Jona. Darüber hinaus wird dieser Zusammenhang auch in der Anfang der 1990er Jahre spielenden Handlung deutlich, die Struktur und Dynamik des Jona-Buches aufnimmt, um sie aus Sicht des Autors zu interpretieren bzw. im Vergleich zum Original als weit umfangreichere Novelle zu variieren.
Strukturgebend bzw. in Analogie gesetzt sind u. a. der Auftrag Gottes als Kinderwunsch Giselas, die umstandslose Flucht des gleichnamigen Protagonisten (Jona 1,1–3 ) sowie dessen ohne Weiteres billigende Inkaufnahme des eigenen Todes in einem tiefen Gewässer (Jona 1,15 ). Das Verschlucktwerden von dem „großen Fisch“ (Jona 2,1 f. ) findet seine Entsprechung in dem sich unverhofften Wiederfinden unter einem Tisch, der eine Aus- und Bedenkzeit markiert. Das dritte Kapitel schildert hier wie dort die Erfüllung der Ausgangsanforderung unter einem Maximum an einschränkenden Vorzeichen (Jona 3,1 f. ). Im Schlusskapitel wird wie in der Vorlage wegen Wirklichkeit gewordener Befürchtungen gehadert, was zuletzt in einer grundsätzlichen Frage mündet, die ohne Antwort bleibt (Jona 4,1 f. ).
Im Jona-Buch steht als satirisch zugespitzte Grundsatzfrage das Mitleid Gottes im Mittelpunkt, das der vor allem nach Gerechtigkeit strebende Prophet Jona nicht erträgt und ihn nach Tarsis, dem Synonym für einen Ort am Ende der noch als Scheibe gedachten Welt fliehen lässt. Im Kindskopf ist es der konkrete Kinderwunsch seiner Ehefrau, der Jonas Brandeiser „in diesen Zeiten“ nicht gerechtfertigt scheint und ihn mit seinen bislang geltenden Grundsatzantworten herausfordert. Sein gesuchtes Ende der Welt muss aber von einer anderen Erkenntnis ausgehen, so dass es für Jonas Brandeiser am Ende und damit wiederum am Anfang einer Kreisbahn zu finden ist – seinem eigenen Geburtsort. Und wie der biblische Jonas hadert er dann als unfreiwillig Überlebender mit „seinem“ trotz christlicher Erziehung stets in Frage gestellten Gott und argumentiert dabei mit Reminiszenzen an den politischen und familiären Alltag einer Kindheit in den 1950ern und 1960ern. Gerade dieses Infragestellen Gottes ist jedoch keineswegs bibelfern, denn was tut ein Prophet anderes als Gott infragezustellen, wenn er sich Gottes Auftrag derart selbstsicher entzieht wie der biblische Jona.
Als Religionslehrer mit der Exegese biblischer Texte vertraut, versteht Karger seine aktuellen Zuspitzungen deshalb auch nicht als willkürliche Eigenmächtigkeit, sondern sieht sie der Form nach in der Vorlage begründet. So hat er sich bereits zehn Jahre vor Erscheinen des Kindskopf in einem Interview dazu geäußert und zum Buch noch einmal auf seiner Homepage erläutert: Das Jona-Buch beweise „die literarisch so weit gefächerte wie originäre Kraft biblischer Texte, die durchaus auch Gott-kritische Satiren im ‚Repertoire‘ haben.“
Die sehr enge, dem Inhalt nach aber sehr weit gefasste und stark interpretierende Aneignung des Jona-Buches hat laut Hans Mendl u. a. die „realen und potenziellen Lebensgeschichten der heute zwischen Vierzig- bis Sechzigjährigen“ in der „Erzählung des biblischen Jona […] parallelisiert und kontrastiert“.

### Ausgestaltung

#### Aufbau
Gleich den im Alten Testament nur wenige Seiten umfassenden vier Kapiteln des Jona-Buchs ist diese Novelle in vier Kapitel unterteilt. Zudem wurden nach dem ersten Kapitel die Jona-Kapitel 1 und 2 sowie nach dem dritten Kapitel die Jona-Kapitel 3 und 4 als doppelspaltig gesetzte Zitate aus der Zürcher Bibel eingeschoben.

#### Erzählperspektiven und Sprachregelung
Während im Kindskopf die Kapitel 1 und 3 in auktorialer Erzählperspektive gestaltet sind, nutzen das 2. und 4. Kapitel die Ich-Perspektive, wobei Kapitel 2 mit seiner Rückschau auf die Kindheitserinnerungen des Jonas Brandeiser auch das an Seiten umfangreichste ist.
Das 1. Kapitel wiederum, worin der Protagonist nach Bayern flieht, hebt sich auf mehreren Seiten zu seinem Ende hin von den anderen Kapiteln durch einen in Bairisch gehaltenen Dialog ab. Dank seiner „gemäßigten“ Lautierung können diesen Dialog vermutlich auch die meisten Nicht-Bayern nachvollziehen, er liegt zudem auf der Autoren-Homepageseite zu dem Buch auch in einer hochdeutschen „Übersetzung“ vor.

## Rezeption
Der „sehr spezielle Charakter“ des Textes weckte aufgrund der literarischen Form einer alttestamentlichen Neuinterpretation bislang insbesondere bei bibelkundigem Publikum und in theologisch ausgerichteten Fachkreisen Interesse. Das Buch wurde daher auch vor allem in Publikums- und Fachzeitschriften mit dementsprechender Ausrichtung besprochen.
Das Berlin-Brandenburgische Sonntagsblatt wertet die Erzählhaltung des Autors als „ein wenig melancholisch, sehr sprachfreudig und hörbar menschenfreundlich“ und verweist mit „Das Eigene muss so gut gelernt sein wie das Fremde“ auf einen durchschimmernden autobiographischen Kontext.
Die Evangelische Welt attestiert dem Protagonisten Jonas Brandeiser: „Wie sein biblischer Namensvetter setzt sich der zeitgenössische Jonas intensiv mit Gott auseinander, lehnt sich gegen ihn auf“, und befindet schließlich: „Die Frage ‚Wozu?‘ zieht sich wie ein roter Faden durch die Reise in seine bayerische Kindheit und Jugend“, die der Autor „mit viel Sinn für die Skurrilitäten des Alltags erzählt.“
Am Ausführlichsten hat sich Hans Mendl als Lehrstuhlinhaber für Religionspädagogik und Didaktik des Religionsunterrichts an der Universität Passau in den Katechetischen Blättern dazu geäußert, der in seinem Aufsatz auch anmerkt, ein Zitat aus dem Buch zum Bestandteil einer Klausur gemacht zu haben: „Bücher können wie Spiegel sein – man blickt hinein und entdeckt sich selber: Was aus einem geworden ist oder was aus einem hätte werden können. Ein solches ganz unprätentiöses Buch ist (die) Novelle ‚Kindskopf‘“, die dem Leser allerdings „viel Selbstironie“ abverlangt, dann aber „ein empfehlenswertes Buch für alle (ist), die auf unterhaltsame Weise neue Zugänge zu einer vertrauten Geschichte erhalten möchten und für die beides – biblischer Text und Kargers ‚Kindskopf‘ – zum Resonanzraum für eigene lebensgeschichtliche Erfahrungen werden kann.“
Religion heute bescheinigt dem Kindskopf „eine deutsch-bayerische Vergangenheitsanmutung, (die) nie so tut, als wäre da etwas zu ‚bewältigen‘“, darüber hinaus stellt diese Fachzeitschrift für Religionspädagogen fest, dass der Autor „neben der kenntnisreich souveränen Aneignung der Vorlage hohen Einfallsreichtum und großes Sprachvermögen“ beweist und dass er „damit ein heftig gegen den Strich gebürstetes Stück Literatur entwickelt (hat), das weit über die Zugehörigkeit irgendeiner Glaubensgemeinschaft hinauszuweisen vermag. Und das ist schon wirklich außergewöhnlich.“
Wohlwollend spricht auch das nicht-kirchliche Luxemburger Tageblatt hierbei von einer „Novelle in einem besonderen Stil“ in dem „die Gespräche respektive Auseinandersetzungen mit Gott, ohne religiöse Prätentionen“ dem Text einen „sehr speziellen Charakter“ geben. Tina Klein unter alliteratus.com sieht das ganz ähnlich, ergänzt jedoch, der beschriebene Kindskopf sei „auch heute noch Programm“ und würdigt die Taschenbuch-Neuausgabe von 2012 mit der Höchstpunktzahl von fünf Sternen.

## Ausgaben
- Kindskopf – Eine Heimsuchung. dahlemer verlagsanstalt, Berlin 2002, ISBN 3-928832-12-3. (Hardcover-Erstausgabe)
- Kindskopf – Eine Heimsuchung. Edition Gegenwind - BoD, Norderstedt 2012, ISBN 978-3-8448-1262-6. (Taschenbuch-Neuausgabe)
- Kindskopf – Eine Heimsuchung. Edition Gegenwind - BoD, Norderstedt 2012, ISBN 978-3-8448-3165-8. (E-Book-Neuausgabe)

## Weitere Bearbeitungen
- Vom Autor am 23. November 2007 im Literarischen Colloquium Berlin eingelesene und erst unter Literaturport,[12] seit 28. September 2015 unter YouTube abrufbare Hörprobe.[13]
- Leicht veränderter Auszug mit dem Titel Das Kind im toten Mann in Horst Bosetzky, VS Berlin (Hrsg.): Ran an’n Sarg und mitjeweent. Acht-Minuten-Geschichten. Eulenspiegel-Verlag, Berlin 2010, ISBN 978-3-359-02276-3